# Votivgave
Votivgave er en gave til Gud eller til det guddommelige. Når en person lider af en sygdom, er i livsfare, eller har nogle specielle ønsker, søger man helbredelse, frelse eller opfyldelse af ønsker ved at love Gud en gave.  Iflg. Ordbog over det danske sprog er   Votiver, kaldes hos Katholikerne Gaver, som man i Følge et Løfte giver til en Kirke.
Gaven kunne være en skibsmodel (votivskib), husdyr eller naturalier, herunder våben og krigsbytte.
I tidligere tider har man ofret skibe og levende dyr til Gud/guderne ved henholdsvis afbrændig og slagtning, men senere har man været mere moderate og skænket skibsmodeller og andre genstande til kirken.
Som tak for helbredelse, mest i det katolske samfund, har man skænket krykker, voksfigurer o.a. til kirken eller en helligkilde. Nogle gange er også kirkebygninger blevet en gave til Gud.

## Votivfund
Et votivfund er et arkæologisk fund af en offergave. Det vil sige at nogen har lagt genstande ned i jorden, søer eller moser som et helligt offer til guderne.
Ved at give afkald på disse genstande, efter forud afgivet løfte som tak, håber dens ejere at guderne ville hjælpe dem, eller beskytte dem for de onde magter. 
I Danmark er der ifølge Kulturarvstyrelsen registreret 1.097 af disse votivfund.[kilde mangler]